# Heft (Ort, Gemeinde Hüttenberg)

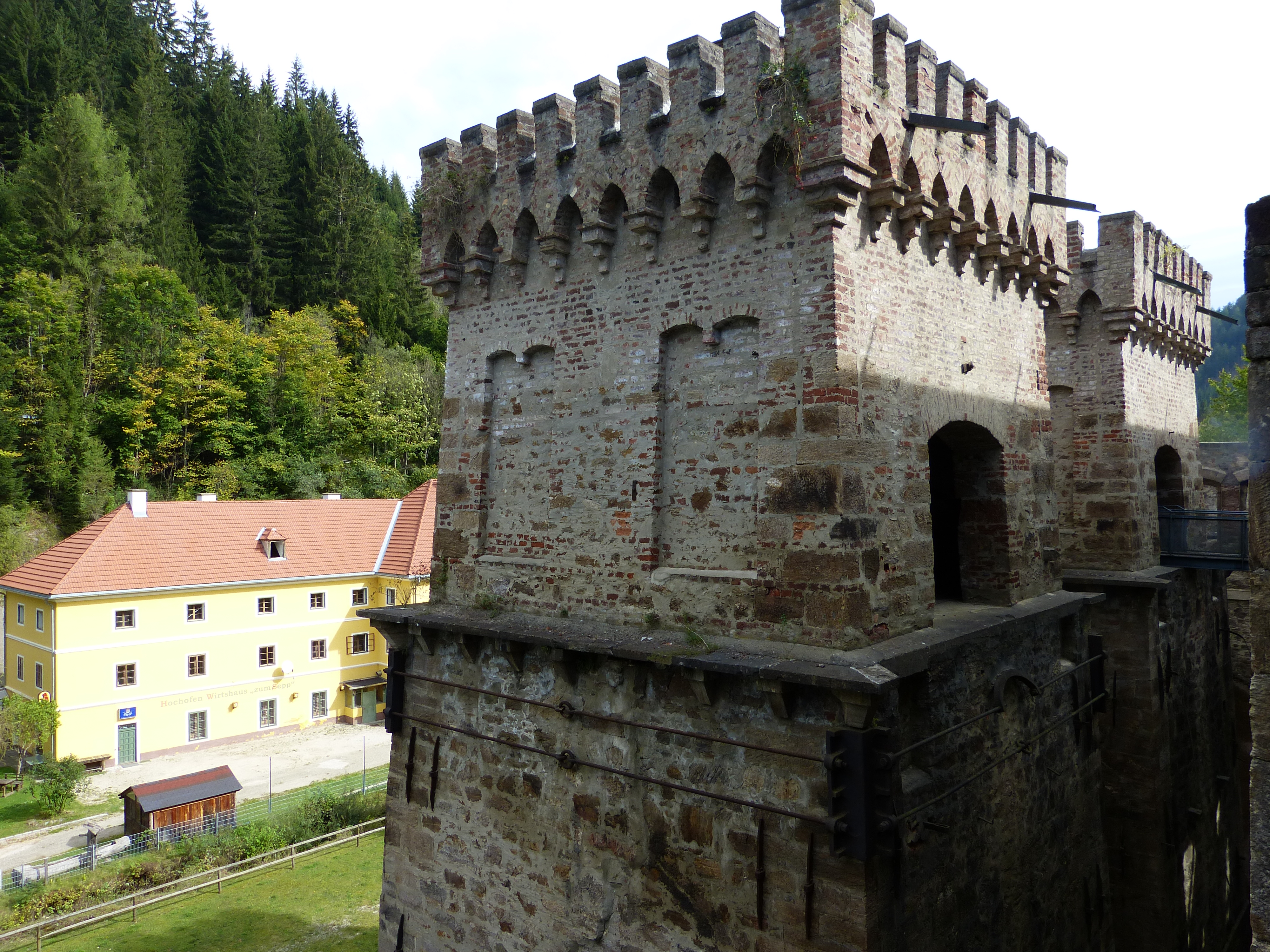
Heft: Hochofen (in Ortschaft Heft), dahinter Verwaltungsgebäude (in Ortschaft Zosen)

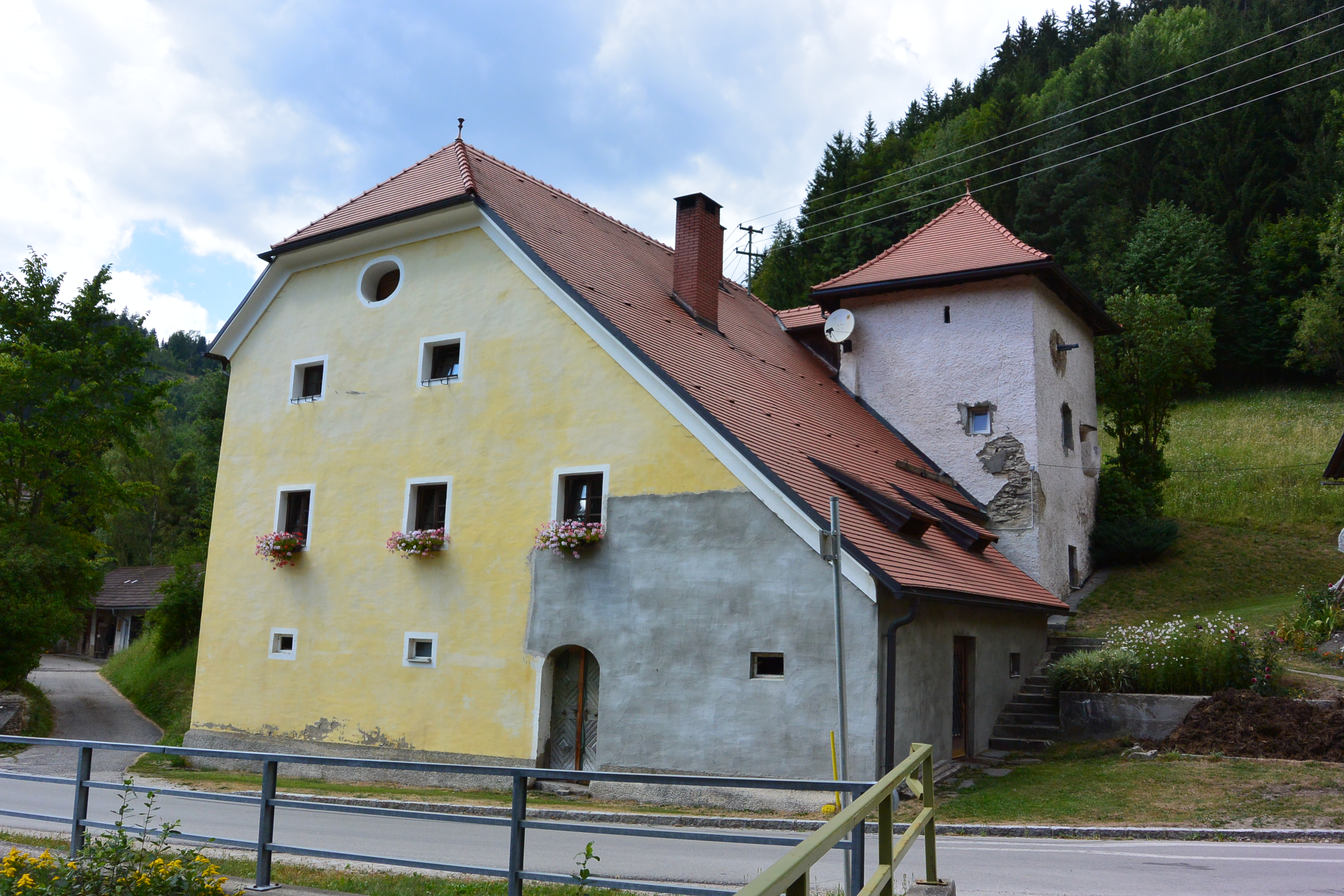
Deutschhammerhaus

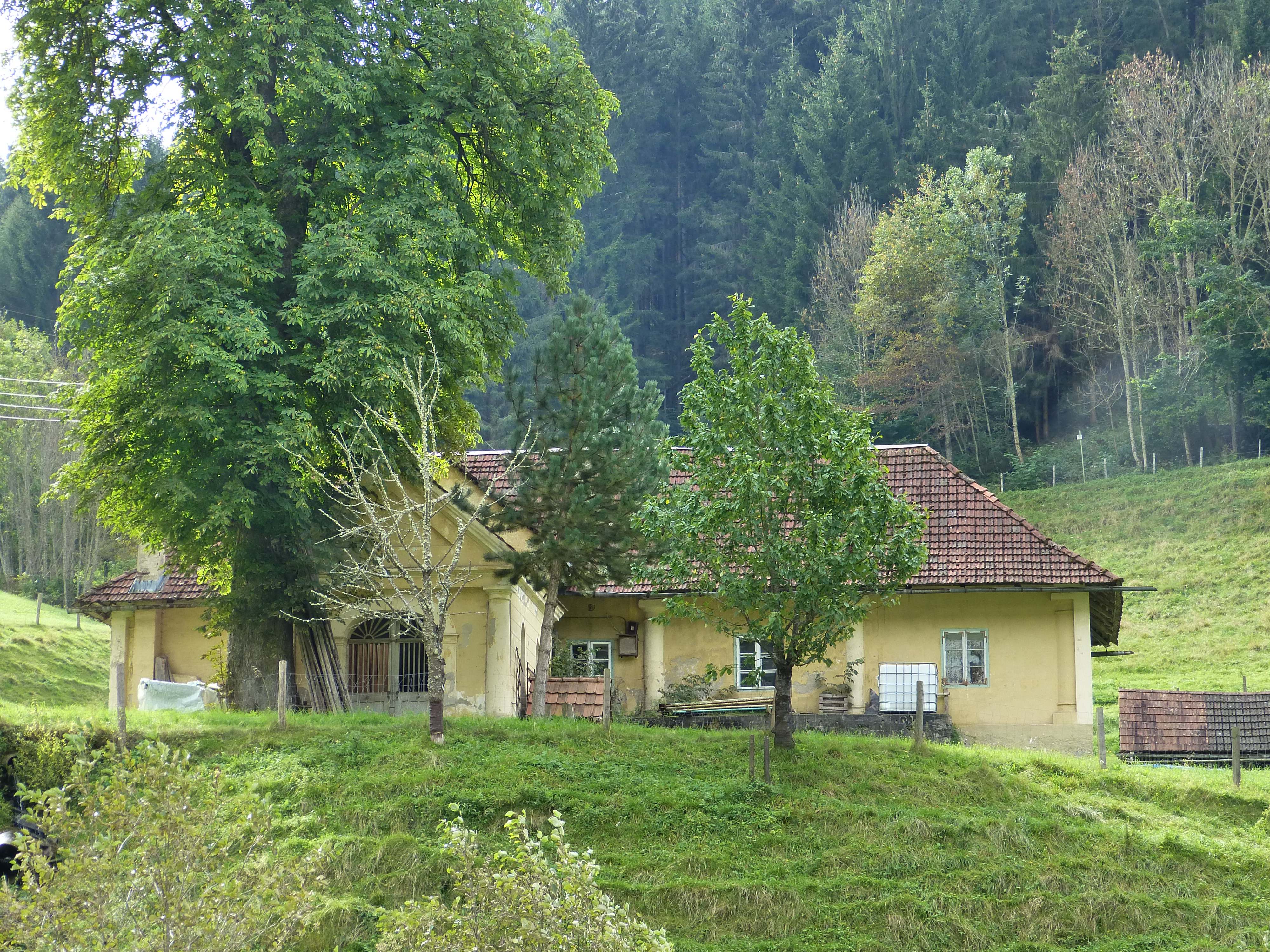
Kohlschreiberhaus

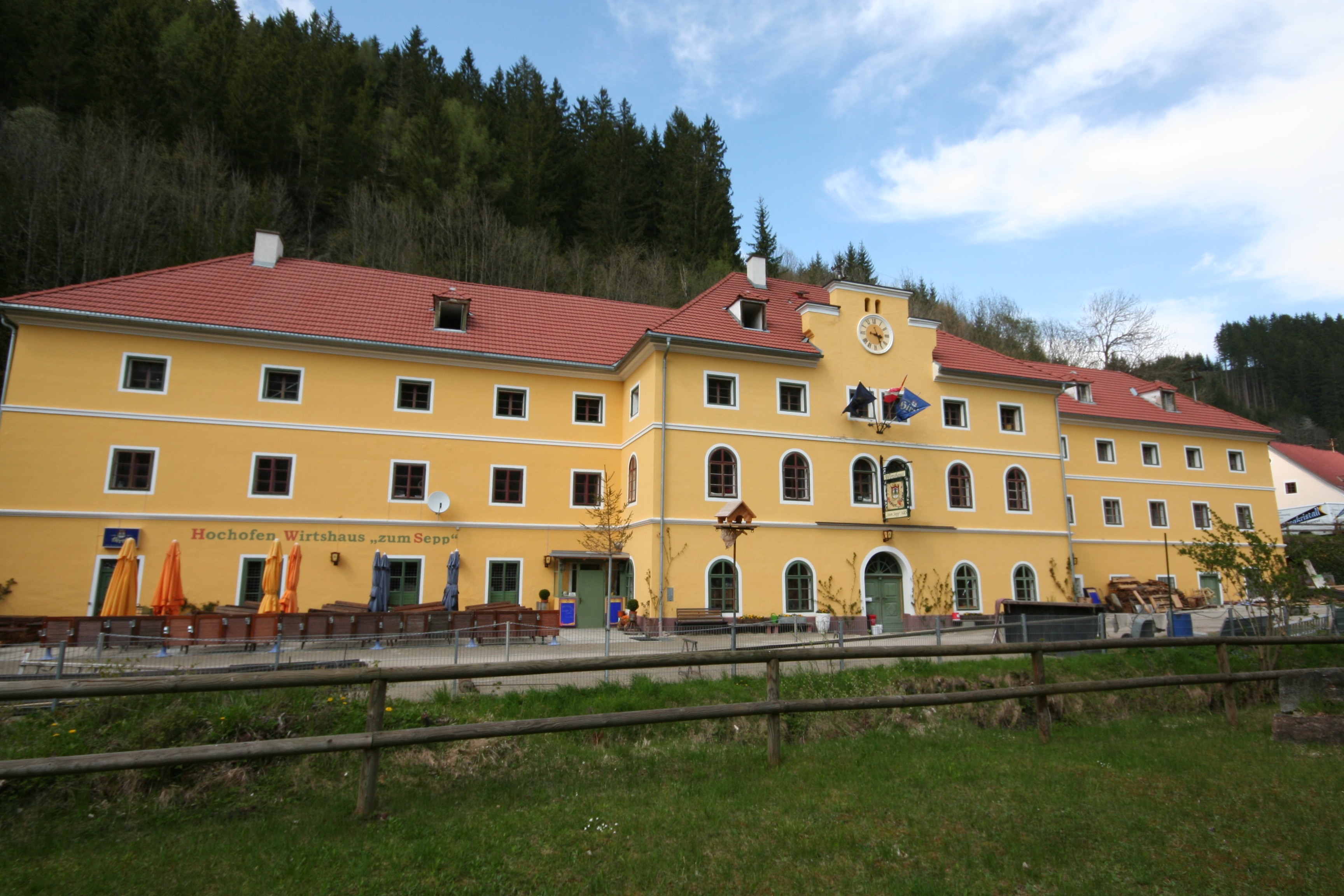
Verwaltungsgebäude

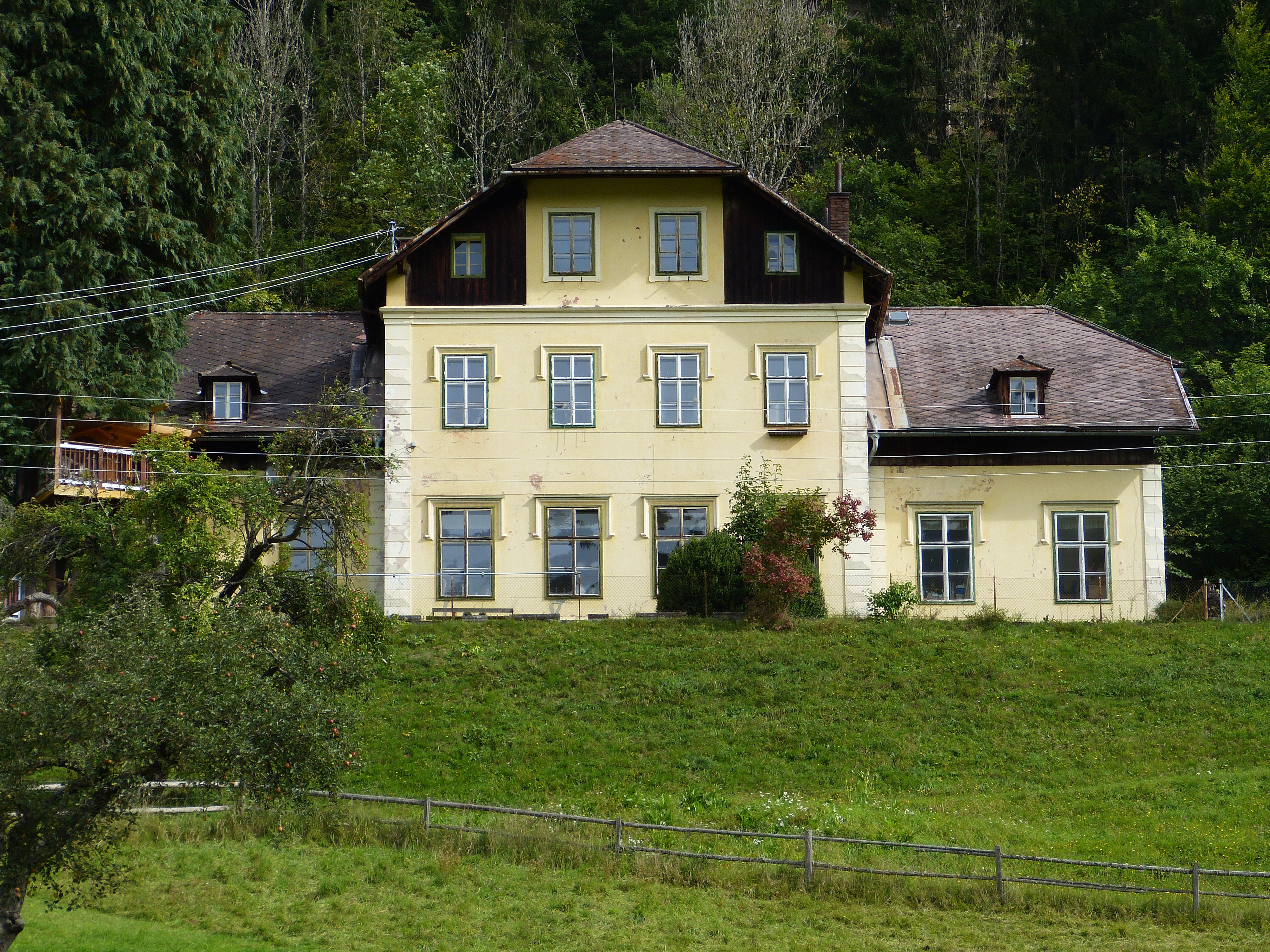
Volksschule

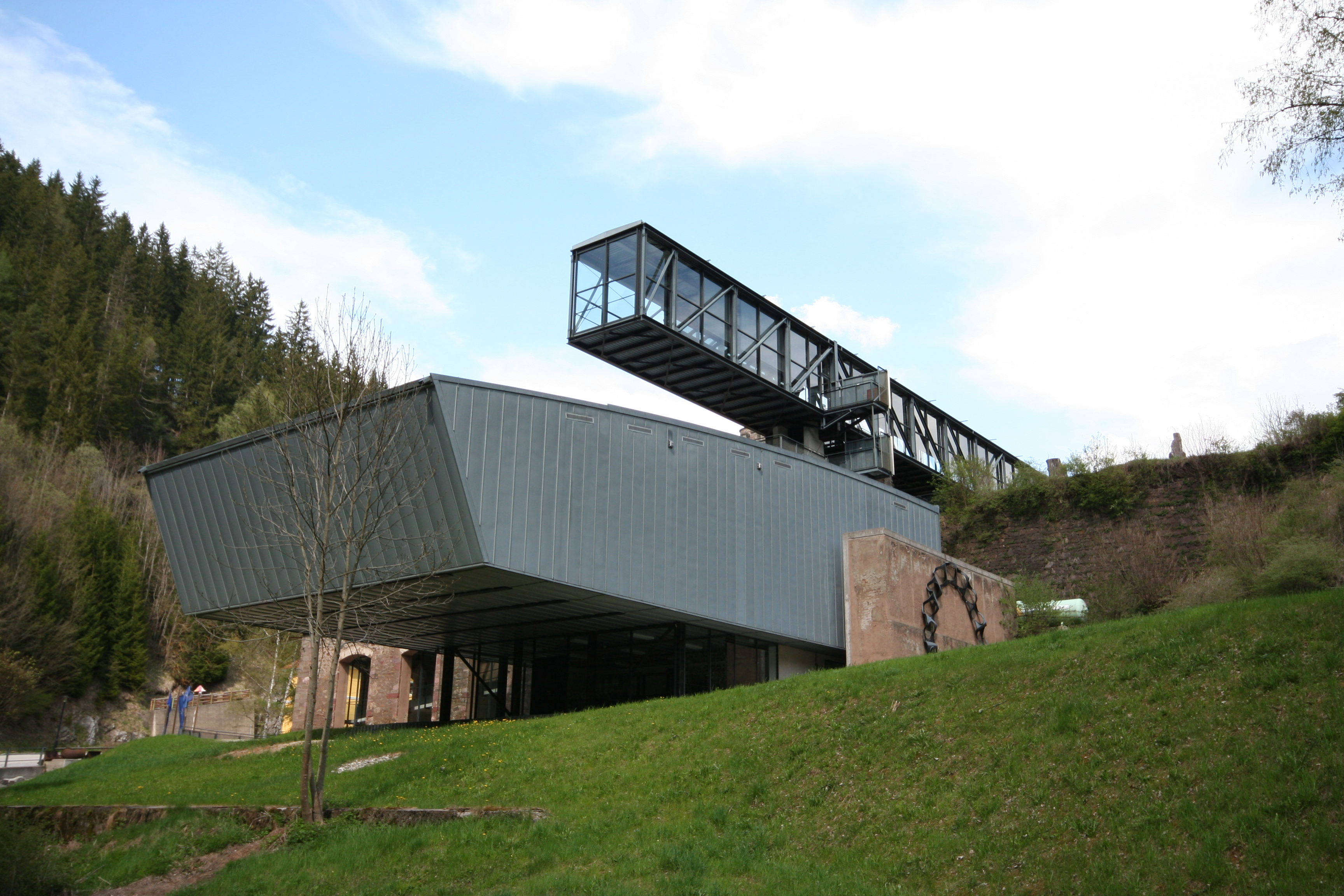
Ausstellungsgebäude

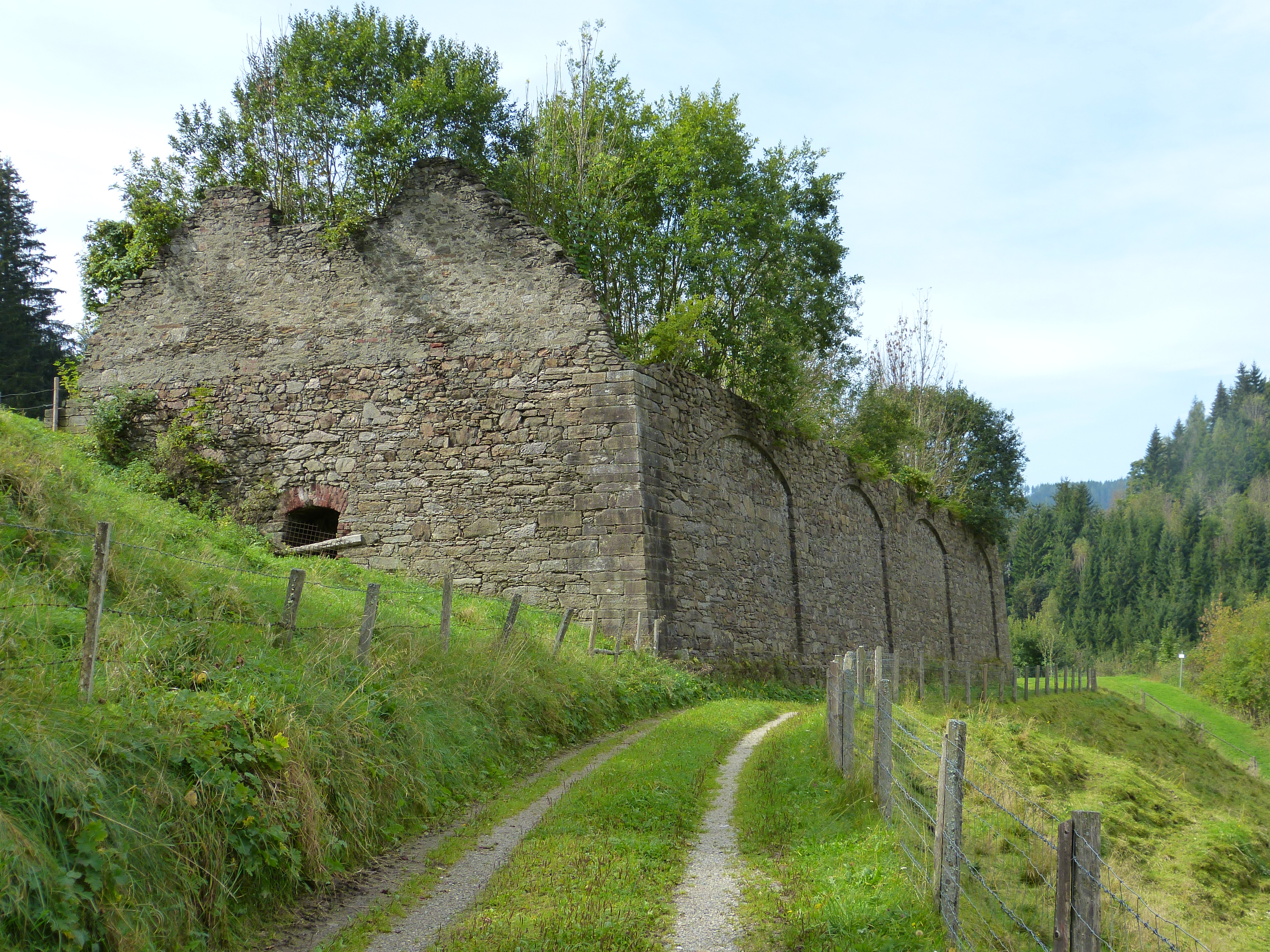
Erzbunker

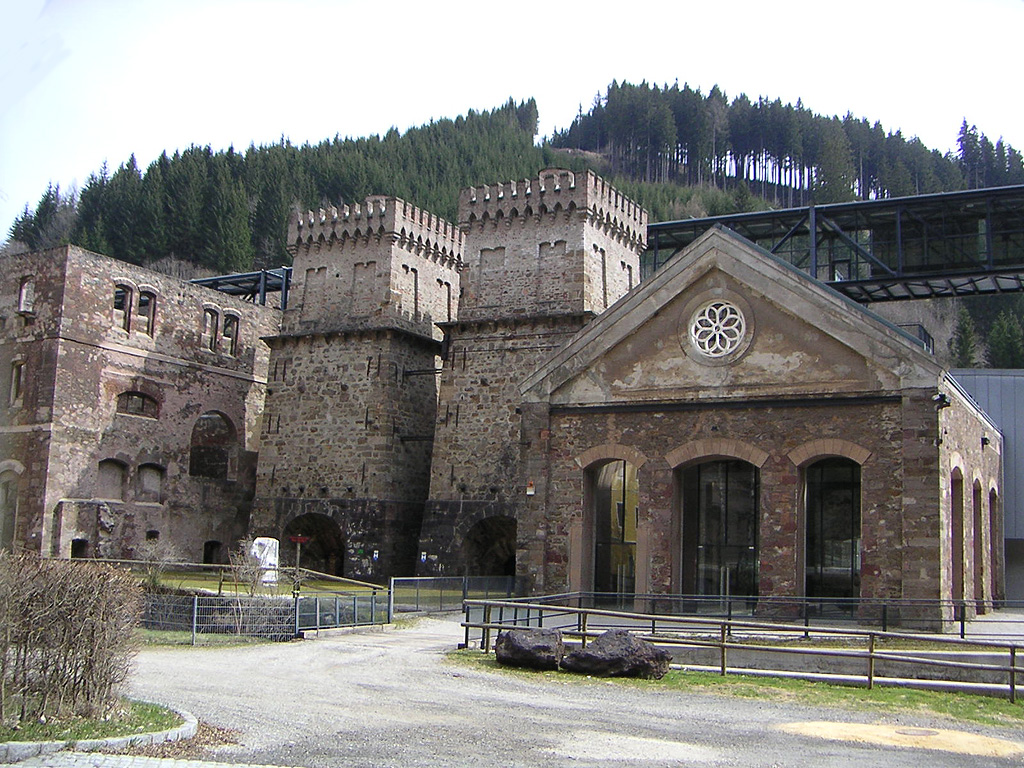
Hochöfen und Gebläsehaus

Die Heft ist ein Ort und ein ehemaliges, historisch bedeutendes Eisenabbau- und -verarbeitungsgebiet in der Marktgemeinde Hüttenberg in Kärnten. Der Ort besteht statistisch aus drei Teilen:
- der Ortschaft Heft auf dem Gebiet der Katastralgemeinde Knappenberg
- der zur Ortschaft St. Johann am Pressen gehörenden Siedlung Heft auf dem Gebiet der Katastralgemeinde St. Johann am Pressen
- der zur Ortschaft Zosen gehörenden Siedlung Heft auf dem Gebiet der Katastralgemeinde Zosen.

## Lage, Bestandteile, Verwaltungsgliederung
Der Ort liegt im Nordosten des Bezirks Sankt Veit an der Glan, im Hefter Graben, einem etwa zwei Kilometer nordöstlich des Gemeindehauptorts Hüttenberg befindlichen Abschnitt des vom Mosinzbach gebildeten Tals.

### Ortschaft Heft (KG Knappenberg)
Zur Ortschaft gehören nur die Gebäude südlich des Mosinzbachs vom ehemaligen Eisenhüttenwerk und der Hochofenanlage im Westen bis zur Mündung des Hefterbachs im Osten, auf dem Gebiet der Katastralgemeinde Knappenberg. Auch das Kohlschreiberhaus samt Kapelle befindet sich in diesem Bereich.
Die Ortschaft gehört seit Gründung der Gemeinden 1850 zur Gemeinde Hüttenberg.

### Ortschaftsbestandteil Heft der Ortschaft St. Johann am Pressen
Einige Häuser am östlichen Rand des Ortes Heft liegen auf dem Gebiet der Katastralgemeinde St. Johann am Pressen. Sie werden zur Ortschaft Sankt Johann am Pressen gezählt und wurden dort bei Volkszählungen zeitweise als eigener Ortschaftsbestandteil Heft ausgewiesen.
Dieser Teil des Ortes Heft gehörte ab 1850 zur Gemeinde St. Johann am Pressen. Seit der Gemeindestrukturreform 1973 gehört er zur Gemeinde Hüttenberg.

### Ortschaftsbestandteil Heft der Ortschaft Zosen
Der nördliche Teil des Ortes Heft liegt auf dem Gebiet der Katastralgemeinde Zosen und gehört zur Ortschaft Zosen. Bei Volkszählungen wurden sie dort zeitweise als eigener Ortschaftsbestandteil Heft geführt. Dazu zählen das im Kern aus dem 16. Jahrhundert stammende Deutschhammerhaus, der im 18. Jahrhundert als Gewerkensitz errichtete Gotthardshof, das ehemalige Verwaltungsgebäude des Hochofens Heft, sowie westlich oberhalb der Hof Hutterer (Heft Nr. 53).
Dieser Teil des Ortes Heft gehörte ab 1850 zur Gemeinde St. Johann am Pressen. Seit der Gemeindestrukturreform 1973 gehört er zur Gemeinde Hüttenberg.

## Bevölkerungsentwicklung
Für den gesamten Ort ermittelte man folgende Einwohnerzahlen:
- 1890: 19 Häuser, 248 Einwohner (Ortschaft Heft 6 H., 53 Ew.; zu St. Johann am Pressen 6 H., 49 Ew.; zu Zosen 7 H., 146 Ew.)[1]
- 1900: 22 Häuser, 182 Einwohner (Ortschaft Heft 6 H., 44 Ew.; zu St. Johann am Pressen 9 H., 89 Ew.; zu Zosen 7 H., 49 Ew.)[2]
- 1910: 31 Häuser, 194 Einwohner (Ortschaft Heft 5 H., 30 Ew.; zu St. Johann am Pressen 10 H., 46 Ew.; zu Zosen 14 H., 118 Ew.)[3]
- 1923: 25 Häuser, 198 Einwohner (Ortschaft Heft 5 H., 35 Ew.; zu St. Johann am Pressen 10 H., 61 Ew.; zu Zosen 10 H., 102 Ew.)[4]
- 1961: 28 Häuser, 278 Einwohner (Ortschaft Heft 5 H., 61 Ew.; zu St. Johann am Pressen 8 H., 40 Ew.; zu Zosen 15 H., 171 Ew.)[5]

Durch den Niedergang des Bergbaus in der Region – der Eisenabbau am Hüttenberger Erzberg wurde 1978 stillgelegt – und durch die Landflucht sank die Bevölkerungszahl in den letzten Jahrzehnten deutlich und liegt heute nur mehr im zweistelligen Bereich. Volkszählungsergebnisse werden aber mittlerweile nur mehr für Ortschaften, nicht mehr für den gesamten, die Ortschaftsgrenzen überschneidenden Ort Heft genannt.

## Eisenverarbeitung

### Geschichte der Eisenverarbeitung in der Heft
1623 bauten die Gebrüder Platzer einen Floßofen in der Heft. Der Ofen gelangte dann in den Besitz der Familie Kellerstein aus St. Veit an der Glan und ging 1762 an die Familie Pfeilheim. 1803 wurde der Floßofen von der Gewerkenfamilie Rauscher erworben, deren Stammsitz in der Mosinz, weiter hinten im Tal des Mosinzbachs, war. Der Floßofen war Mitte des 18. Jahrhunderts etwa 5 m hoch, es wurden etwa 2 t Roheisen pro Tag geschmolzen. Der Ofen wurde mehrmals aus- und umgebaut, so dass er ab 1828 täglich etwa 9 bis 10 t Roheisen lieferte. 1857 entschloss sich die Familie Rauscher, die Anlage in der Heft wegen der günstigeren Lage zum Hauptbetrieb anstelle von Mosinz auszubauen. Die Produktion konnte so in den 1860er-Jahren auf 25 t Roheisen pro Tag gesteigert werden; eine noch höhere Leistung wurde durch die am Mosinzbach unzureichende Wasserversorgung verhindert. 1864 wurde ein Stahlwerk errichtet, das sich als eines der ersten Bessemer-Stahlwerke Österreichs zunächst gut behaupten konnte. 1869 ging das Werk an die Hüttenberger Eisenwerksgesellschaft HEWG. 1881 übernahm die Österreichisch-Alpine Montangesellschaft (ÖMAG) das Eisenwerk und baute 1882 hier einen dritten Hochofen. In den 1890er-Jahren wurden in manchen Monaten im Schnitt knapp 50 t Stahl pro Tag erzeugt. Doch innerhalb der ÖAMG war Heft gegenüber dem Donawitzer Stahl allmählich nicht mehr konkurrenzfähig. So wurden in der Heft das Stahlwerk 1901 und der letzte Hochofen eingestellt.

### Montanhistorische Denkmäler
- Deutschhammerhaus, ein Gewerkenhaus, im Kern aus dem 16. Jahrhundert
- Gotthardshof, Direktorshaus und Verwaltungsgebäude
- Verwaltungsgebäude des Eisenwerks, errichtet 1863
- Kohlschreiberhaus
- Eisenwerk (Hochöfen, Gebläsehaus, Maschinenhaus, Röstofen, Kohlbarren, Erzbunker)

### Gegenwart

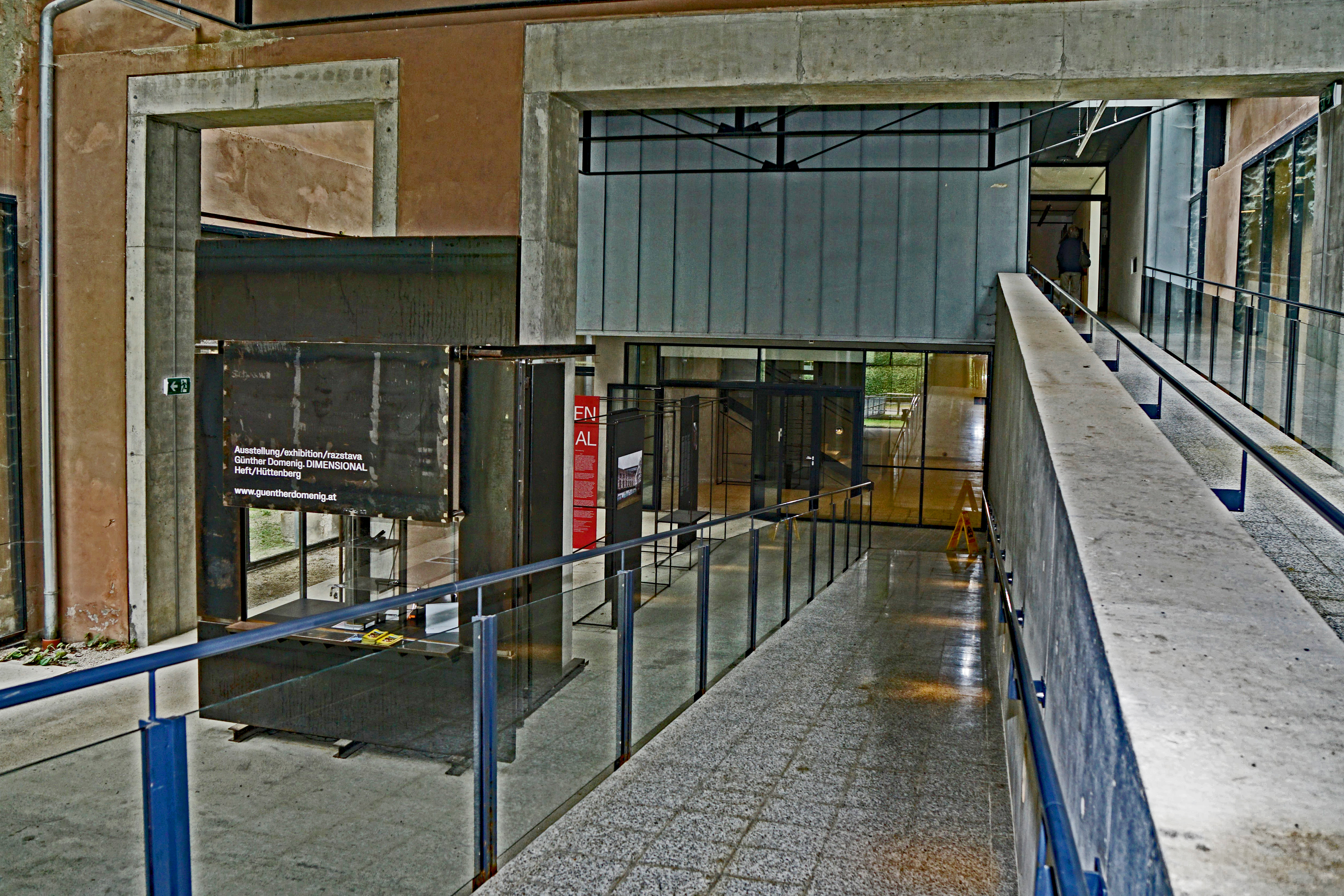
Innenansicht

1983 wurde das ehemalige Hüttenwerk unter Denkmalschutz gestellt. Durch die Stahl-Glas-Verbauung nach Plänen des Architekten Günther Domenig sollte eine Nutzung als Industriemuseum ermöglicht werden.

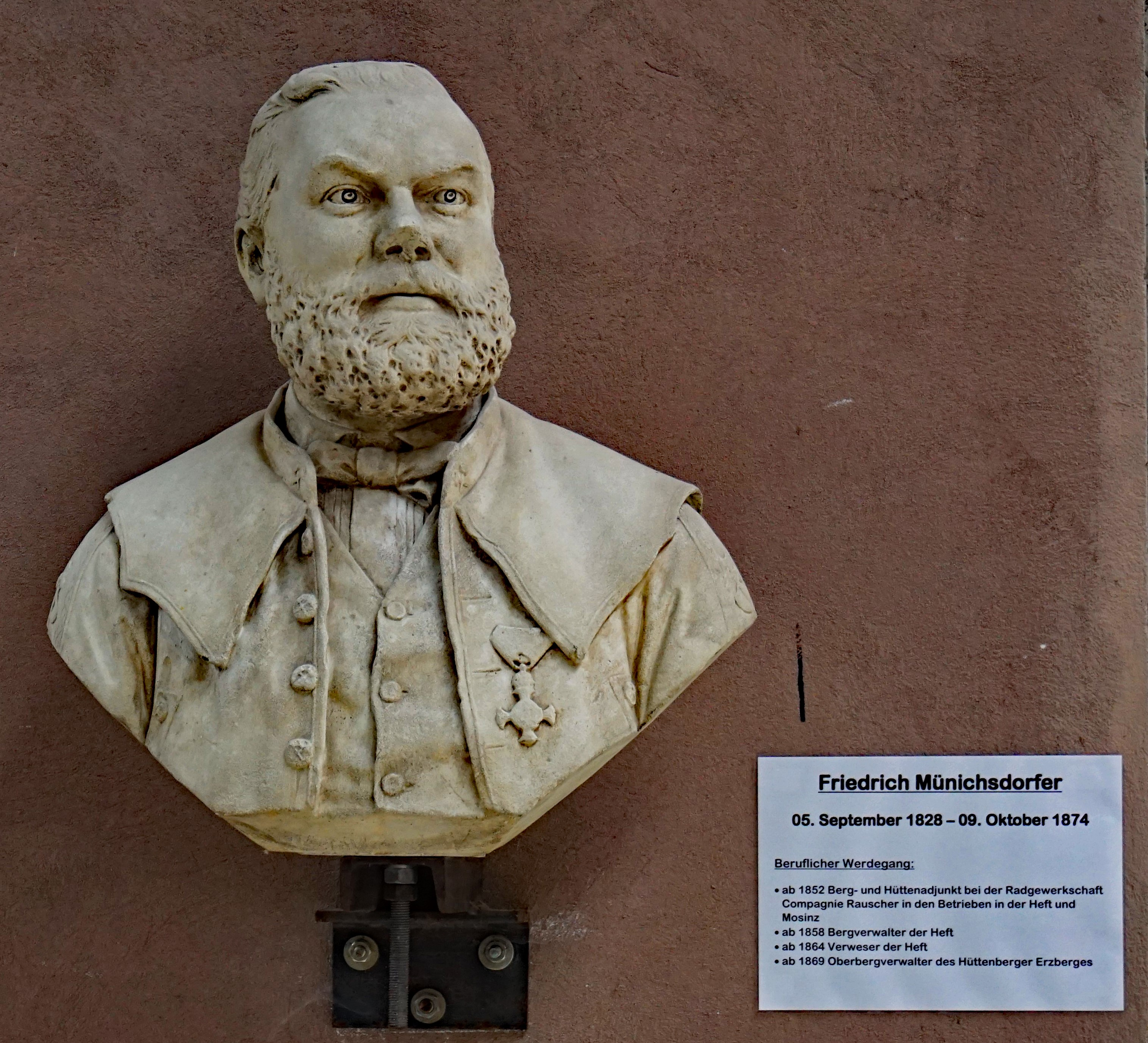
Büste im Museum
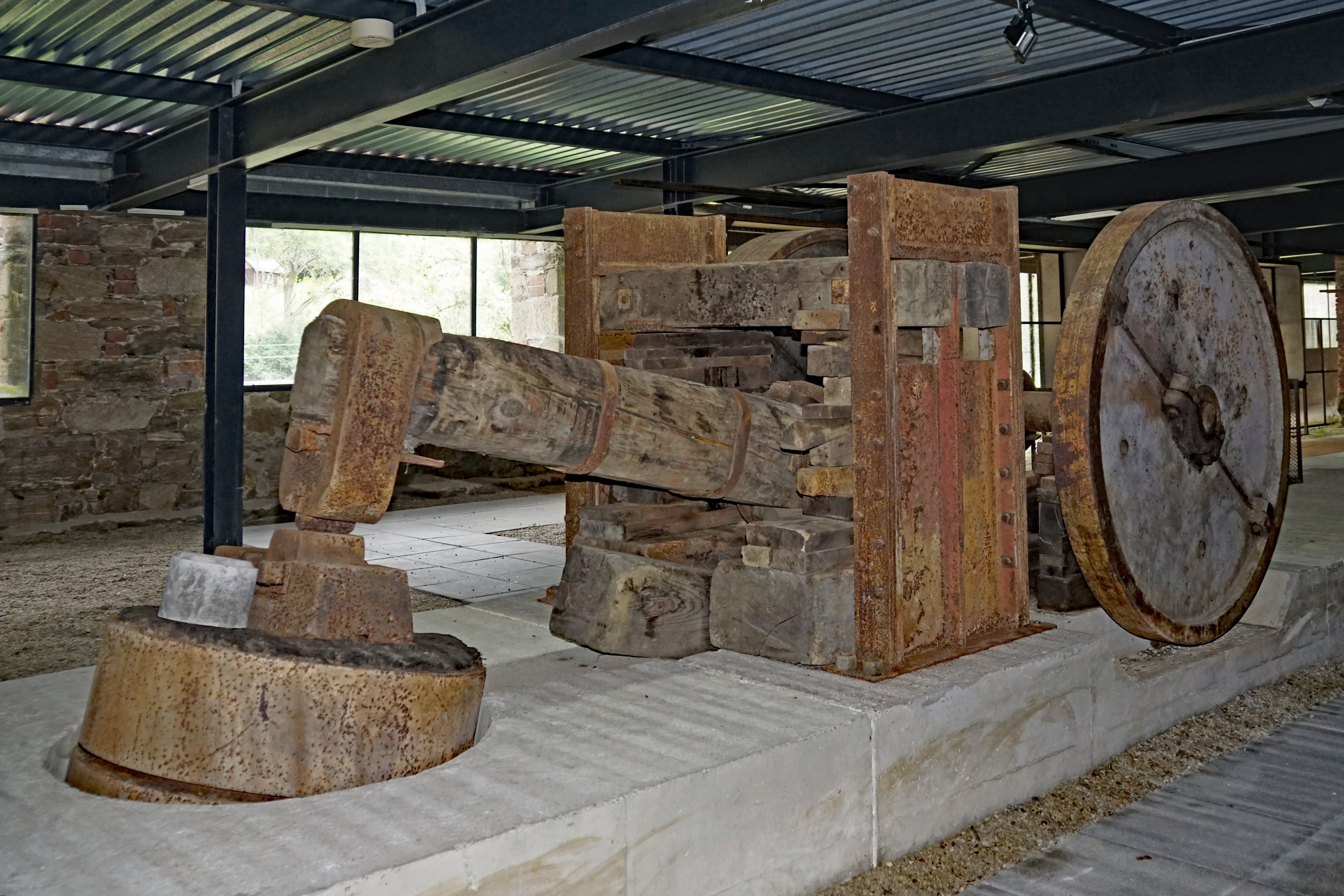
Gerät im Museum
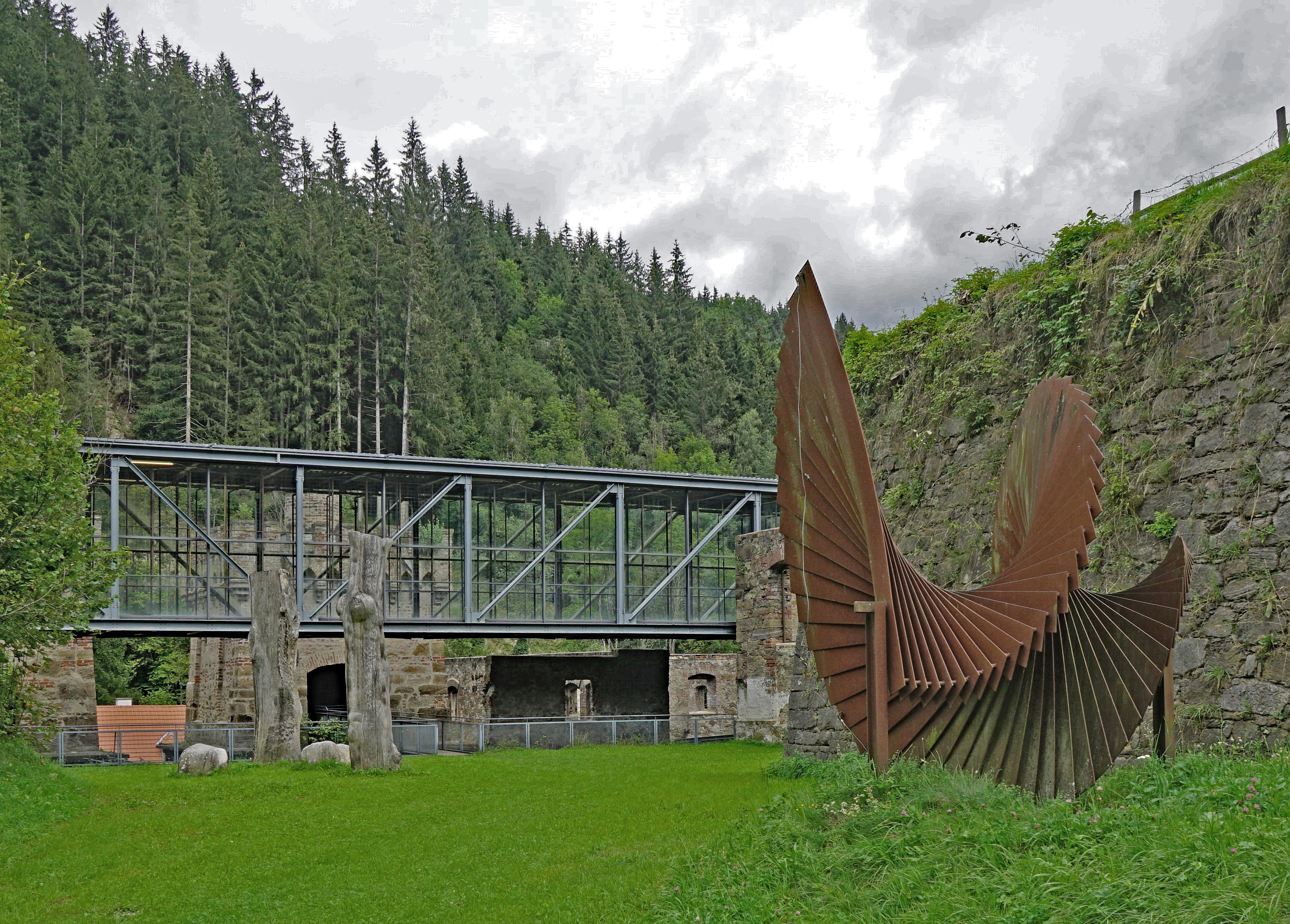
Freiluftmuseum